# Costo fisso

Scomposizione del costo totale come somma dei costi fissi (approssimativamente costanti) e dei costi variabili (in questo caso supposti lineari).

Con il termine costo fisso (simbolo C0) si indica l'insieme dei costi il cui ammontare è indipendente dalla quantità prodotta. Il concetto di costo fisso si contrappone, nella contabilità industriale, al concetto di costo variabile, il cui ammontare dipende direttamente dalla quantità prodotta di beni o servizi.
Volendo rappresentare graficamente i costi fissi nel diagramma di redditività, essi saranno assimilati ad una semiretta parallela all'asse delle ascisse (in quanto si prende in ipotesi la loro costanza).
Nella realtà i costi fissi presentano un certo margine di variabilità, in quanto all'aumentare della capacità produttiva variano anch'essi. In tal caso il loro andamento, rappresentato sul diagramma di redditività, sarà a "gradini".